# Vovousa
Vovousa  (in greco Βωβούσα?, in arumeno Baiesa o Baiasa) è una ex comunità della Grecia nella periferia dell'Epiro (unità periferica di Giannina) con 179 abitanti secondo i dati del censimento 2001.
È stata soppressa a seguito della riforma amministrativa, detta Programma Callicrate, in vigore dal gennaio 2011 ed è ora compresa nel comune di Zagori.
Il nome deriva probabilmente da "Voiousa" o "Vovousa" (nomi alternativi per il fiume chiamato in greco Aoos, da cui l'italiano Voiussa) connesso alla parola "vous" (greco: ΒOYΣ) per "toro". Una zona di tori o di bestiame sarebbe chiamato vovous in greco, con la forma accusativa "vovousa" che ha sostituito il nominativo durante il periodo bizantino.

## Geografia fisica
Vovousa si trova sul fiume Voiussa ed è uno dei villaggi più orientali di Zagori. Si trova vicino al Parco Nazionale di Valia Kalda. L'unico ponte ad arco in pietra di Misios è stato costruito nel 1748 con una donazione da Alexis Mitsios da Vitsa.

## Storia
Secondo la tradizione, Vovousa nacque dall'unificazione di quattro villaggi più piccoli. Fiorì come membro della regione autonoma di Zagori durante l'occupazione turca ed era considerata una delle più grandi della Zagorochoria. In passato, le principali occupazioni degli abitanti di Vovousa ruotavano attorno al bestiame, al commercio e ai trasporti.
Nel 1814 la cittadina fu saccheggiata per ordine di Alì Pascià e nello stesso anno fu colpita da un'epidemia. Dopo la sottomissione di Zagori ai turchi nel 1821, in seguito alla caduta di Alì Pascià e alla guerra d'indipendenza greca, Vovousa venne impoverita dalle incursioni albanesi e arrivò ad essere quasi deserta. Seguì negli anni successivi una serie di incursioni predatorie e saccheggi subiti dall'insediamento delle truppe sultane nel 1829. Tutti questi disastri hanno portato ad un notevole calo della popolazione perché molte famiglie fuggirono nel regno greco ,in Macedonia e in Tracia. Mentre nel 1812 si stimava che 150 famiglie abitassero a Vovousa, pochi decenni dopo (nel 1856) se ne registravano solo 42. Alla fine del XIX secolo, clan rumeni invasero l'insediamento, mentre secondo le statistiche ottomane del 1895, la popolazione di Vovousa ammontava a 497 abitanti (269 uomini e 228 donne), suddivisi in 58 khanati fiscali. 
Intorno al 1900, Vovousa faceva parte del cosiddetto Vlachozagorou di Zagori orientale dove si parlava ancora la lingua Vlach. La disputa tra le fazioni greca e rumena portò a tensioni, come l'assassinio dei fratelli belgi da parte di agenti rumeni, un'azione che fu poi vendicata nel 1909 da una rappresaglia dal Comitato continentale con lo sterminio degli 11 abitanti. Vovousa entrò a far parte dello stato greco nel 1913, durante le guerre balcaniche. Seguì nel 1917 l'occupazione temporanea della comunità (insieme a gran parte dell'Epiro) da parte dell'esercito italiano nel contesto della prima guerra mondiale. La riconquista dell'area dalla Grecia provocò poco dopo la reazione dei romeno-valchiani, che dopo aver resistito armati nell'esercito greco, furono costretti a lasciare definitivamente Vovousa in quanto smascherati come coscienza nazionale rumena, ma anche come collaboratori di gli italiani (si stima che a quel tempo circa 10 famiglie rumeno-valache fuggirono in Albania). Allo stesso tempo, durante la prima metà del XX secolo, un piccolo numero di famiglie di Sarakatsani si stabilì nell'insediamento. Durante i primi giorni della guerra greco-italiana, il villaggio abitato da circa 500 persobe fu catturato il 3 novembre 1941 dall'avanzata delle forze dell'esercito italiano. Il 6 aprile 1943 una quarantina di partigiani comunisti attaccò il comando dei Carabinieri, uccidendo il vicebrigadiere modenese Tonino Fregni (insignito postumo della medaglia d'argento al valor militare) insieme ad altri 4 soldati e catturando i restanti militari italiani. Il villaggio fu bruciato dai tedeschi il 23 ottobre 1943.
 Dopo la guerra, la maggior parte degli abitanti di Vovousa si stabilì nei centri urbani.